# The Best of Twisted Sister
The Best of Twisted Sister è una raccolta del gruppo heavy metal statunitense Twisted Sister pubblicata nel 2005 per l'etichetta Demolition Records. 

## Tracce
1. Under the Blade (Snider) 4:42
2. Destroyer (Snider) 4:17
3. What You Don't Know (Sure Can Hurt You) 4:47
4. Shoot 'Em Down (Snider) 3:55
5. You Can't Stop Rock 'N' Roll (Snider) 4:42
6. I Am (I'm Me) (Snider) 3:36
7. The Kids Are Back (Snider) 3:21
8. Stay Hungry (Snider) 3:12
9. We're Not Gonna Take It (Snider) 4:38
10. I Wanna Rock (Snider) 3:17
11. The Price (Snider) 4:10
12. Come out and Play (Snider) 4:57
13. Love Is for Suckers (Snider) 3:27
14. Never Say Never (Snider) 4:00

## Formazione
- Dee Snider - voce
- Eddie "Fingers" Ojeda - chitarra
- Jay Jay French - chitarra
- Mark "The Animal" Mendoza - basso
- A. J. Pero - batteria
- Joey "Seven" Franco - batteria (traccia "Love Is for Suckers")